# Інокентій (Тихонов)
Архієпископ Іннокентій (в миру: Борис Дмитрович Тихонов, 22 травня (3 червня) 1889, Троїцьк —29 листопада 1937, Вінниця) — єпископ Російської Православної Церкви; з 23 квітня 1937 архієпископ Вінницький.

## Освіта і війна
Народився 22 травня/3 червня 1889 року у м. Троїцьку Оренбурзької губернії, у подружжя Дмитра та Зіновії Тихонових. Родина Тихонових не була священицькою.
Жив і виховувався у Томську, де закінчив реальне училище, а у 1911 духовну семінарію.
У тому ж році майбутній архіпастир вступає до Санкт-Петербурзької Духовної академії. Під час навчання, а саме 5/ 18 квітня 1913 року приймає постриг з ім'ям Інокентій на честь святителя Інокентія єпископа Іркутського.
У Лазареву суботу 6/19 квітня 1913 року інок Інокентій був висвячений у сан ієродиякона, а через два місяці по тому у день пам'яті святого великомученика Феодора Стратилата, 8/21 червня в неділю другу після П'ятидесятниці — у ієромонаха.
В 1914 — духівник хворих і поранених воїнів у підвізному автомобільному перев'язному загоні.
В 1915 — духівник при другому Серафимівському лазареті.
В 1915 —1917 був професорським стипендіатом Петроградської духовної академії при кафедрі Церковної археології.
В 1916 закінчив Петроградську духовну академію зі ступенем кандидата богослов'я і Археологічний інститут.

## Олександро-Невське братство
З 1916 спільно з ієромонахом Левом та Гурієм (Єгоровими) активно брали участь у місіонерській діяльності в Петрограді. У 1917 вступив до числа братії Олександро-Невської Лаври: згодом один із його засновників; очолював всередині братства гурток любителів православного богослужіння.
В 1918 призначений управителем справ Духовного Собору Лаври. З 1919 обіймав посади в Російському Відділенні Академії історії матеріальної культури. В 1921 возведений у сан архімандрита.

## Архієрей
9 квітня 1922 рукопокладений митрополитом Петроградським Веніаміном у співслужінні його вікаріїв в єпископа Ладозького, вікарія Петроградської єпархії.
Заарештовано 2 червня 1922 і постановою ДПУ від 4 січня 1923 заслано в Усть-Цильму Архангельської губернії (місце заслання опісля змінено на Туркестан).
Після повернення до Ленінграда з літа 1925 року входив в Єпископську раду. Знову заарештований 19 грудня 1925 по звинуваченню «в поширенні літератури контрреволюційного характеру». Засуджений 29 квітня 1926 до посиланням у Норільський край на три роки; відтак перебував у місті Архангельську.
З 1930 — єпископ Благовіщенський, призначення не прийняв. Заарештовано і 2 грудня 1931 засуджено до трьох років таборів: в ув'язненні перебував в Белбалтлагу, працював на підривних роботах, отримав контузію і незабаром був звільнений.
З 19 жовтня 1933 — єпископ Старорусский, вікарій Новгородської єпархії. З січня 1937 — архієпископ Харківський, з 23 квітня 1937 — архієпископ Вінницький.
28 жовтня 1937 заарештований.
29 листопада 1937 о 24:00 розстріляний.
22 червня 1993 визначенням Священного Синоду Української Православної Церкви прославлений як місцевошанований святий Харківської єпархії.